# テッシー・スゴー
テッシー・スゴー（1975年5月24日 - ）は、プロレスのレフェリー、元女子プロレスラー。本名：菅生 裕美（すごう ひろみ）。

## 略歴
1993年、JWPに入団（同期は矢樹広弓）。1994年1月11日、女子プロレスラーとしてデビュー。
1996年4月7日、横浜文化体育館大会をもって選手を引退して4月11日、会津若松市鶴ヶ城体育館大会の宮崎有妃対宮口知子（輝優優）戦でレフェリーに転向すると共に現在のリングネームに改名。